# Paraguay aux Jeux olympiques d'été de 2020
Le Paraguay participe aux Jeux olympiques de 2020 à Tokyo au Japon. Il s'agit de sa 13e participation à des Jeux d'été.

## Athlètes engagés
| Sport      | Hommes | Femmes | Total |
| ---------- | ------ | ------ | ----- |
| Athlétisme | 1      | 1      | 2     |
| Aviron     | 0      | 1      | 1     |
| Cyclisme   | 0      | 1      | 1     |
| Golf       | 1      | 0      | 1     |
| Natation   | 1      | 1      | 2     |
| Tennis     | 0      | 1      | 1     |
| Total      | 3      | 5      | 8     |

## Résultats

### Athlétisme
Le Paraguay bénéficie d'une place attribuée au nom de l'universalité des Jeux. Ana Camila Pirelli dispute le 100 mètres haies féminin.
| Athlète            | Épreuve           | 1er tour    | 1er tour    | Demi-finale | Demi-finale | Finale          | Finale   |
| Athlète            | Épreuve           | Temps       | Rang        | Temps       | Rang        | Temps           | Rang     |
| ------------------ | ----------------- | ----------- | ----------- | ----------- | ----------- | --------------- | -------- |
| Derlis Ayala       | Marathon masculin | Non disputé | Non disputé | Non disputé | Non disputé | 2 h 18 min 34 s | 43e      |
| Ana Camila Pirelli | 100 m haies       | 13 s 98     | 9e          | Éliminée    | Éliminée    | Éliminée        | Éliminée |

### Aviron
| Athlète          | Compétition | Série         | Série | Repêchages   | Repêchages | Quarts de finale | Quarts de finale | Demi-finale                   | Demi-finale | Finale                 | Finale |
| Athlète          | Compétition | Temps         | Rang  | Temps        | Rang       | Temps            | Rang             | Temps                         | Rang        | Temps                  | Rang   |
| ---------------- | ----------- | ------------- | ----- | ------------ | ---------- | ---------------- | ---------------- | ----------------------------- | ----------- | ---------------------- | ------ |
| Alejandra Alonso | Skiff       | 8 min 11 s 88 | 4e    | 8 min 8 s 91 | 1re        | 8 min 29 s 80    | 5e               | Demi-finale C/D 7 min 43 s 33 | 4e          | Finale D 7 min 55 s 63 | 21e    |

### Cyclisme sur route
| Athlète              | Compétition     | Temps   | Rang    |
| -------------------- | --------------- | ------- | ------- |
| Agua Marina Espínola | Course en ligne | Abandon | Abandon |

### Golf
| Athlète          | Compétition       | Scores | Scores | Scores | Scores | Total    | Rang |
| Athlète          | Compétition       | Jour 1 | Jour 2 | Jour 3 | Jour 4 | Total    | Rang |
| ---------------- | ----------------- | ------ | ------ | ------ | ------ | -------- | ---- |
| Fabrizio Zanotti | Épreuve masculine | 73     | 67     | 68     | 69     | 277 (-7) | T35  |

### Natation
| Athlète      | Épreuve                   | Série         | Série | Demi-finale | Demi-finale | Finale  | Finale  |
| Athlète      | Épreuve                   | Temps         | Rang  | Temps       | Rang        | Temps   | Rang    |
| ------------ | ------------------------- | ------------- | ----- | ----------- | ----------- | ------- | ------- |
| Ben Hockin   | 100 m nage libre masculin | 50 s 41       | 44e   | Éliminé     | Éliminé     | Éliminé | Éliminé |
| Ben Hockin   | 100 m papillon masculin   | 54 s 81       | 51e   | Éliminé     | Éliminé     | Éliminé | Éliminé |
| Luana Alonso | 100 m papillon féminin    | 1 min 0 s 367 | 28e   | Éliminé     | Éliminé     | Éliminé | Éliminé |

### Tennis
| Athlète              | Épreuve      | 1/32e de finale       | 1/16e de finale     | 1/8e de finale      | Quarts de finale    | Demi-finale         | Finale / MB         | Rang     |
| Athlète              | Épreuve      | Adversaire Résultat   | Adversaire Résultat | Adversaire Résultat | Adversaire Résultat | Adversaire Résultat | Adversaire Résultat | Rang     |
| -------------------- | ------------ | --------------------- | ------------------- | ------------------- | ------------------- | ------------------- | ------------------- | -------- |
| Verónica Cepede Royg | Simple dames | Wang Défaite 4-6, 3-6 | Éliminée            | Éliminée            | Éliminée            | Éliminée            | Éliminée            | Éliminée |